# Cleyera
Cleyera es un género con 49 especies de plantas con flores perteneciente a la familia Pentaphylacaceae. 

## Especies seleccionadas
- Cleyera albopunctata
- Cleyera angustifolia
- Cleyera bolleana
- Cleyera cernua
- Cleyera conocarpa
- Cleyera costaricensis
- Cleyera theaeoides

## Sinónimos
- Sakakia, Tristylium

- Datos: Q2979014
- Multimedia: Cleyera / Q2979014
- Especies: Cleyera